# GJC1
A proteína de junção comunicante gama-1, também conhecida como proteína junção comunicante alfa-7 e conexina 45 (Cx45) é uma proteína que nos humanos é codificada pelo gene GJC1.

## Função
Este gene é membro da família de genes da conexina. A proteína codificada é um componente das junções comunicantes, que são compostas de conjuntos de canais intercelulares que providenciam uma rota para a difusão de materiais de baixo massa molecular de célula para célula.
Variantes de transcriptos derivados de splicing alternativo, que codificam a mesma isoforma foram descritos.